# Yi qi
 Yi qi  (von chinesisch 翼, Pinyin yì – „Flügel“ und 奇,  qí – „ungewöhnlich“) ist die einzige bekannte Art der damit monotypischen Dinosauriergattung Yi. Es handelt sich um eine Art der gefiederten Scansoriopterygidae aus dem mittleren oder späten Jura vor etwa 160 Millionen Jahren, die bislang nur durch ein Fossil aus China bekannt ist.
Bei dem Tier handelte sich um eine kleine baumlebende Dinosaurierart, die wie andere Scansoriopterygidae einen verlängerten dritten Finger besaß, an dem eine Gleitflughaut aufgespannt war. Unterstützt wurde die Flughaut durch eine knöcherne Strebe am Handgelenk, die bisher nur bei dieser Art gefunden wurde. Die Flughaut entsprach in ihrem Aussehen wahrscheinlich grob der einer Fledermaus.

## Merkmale

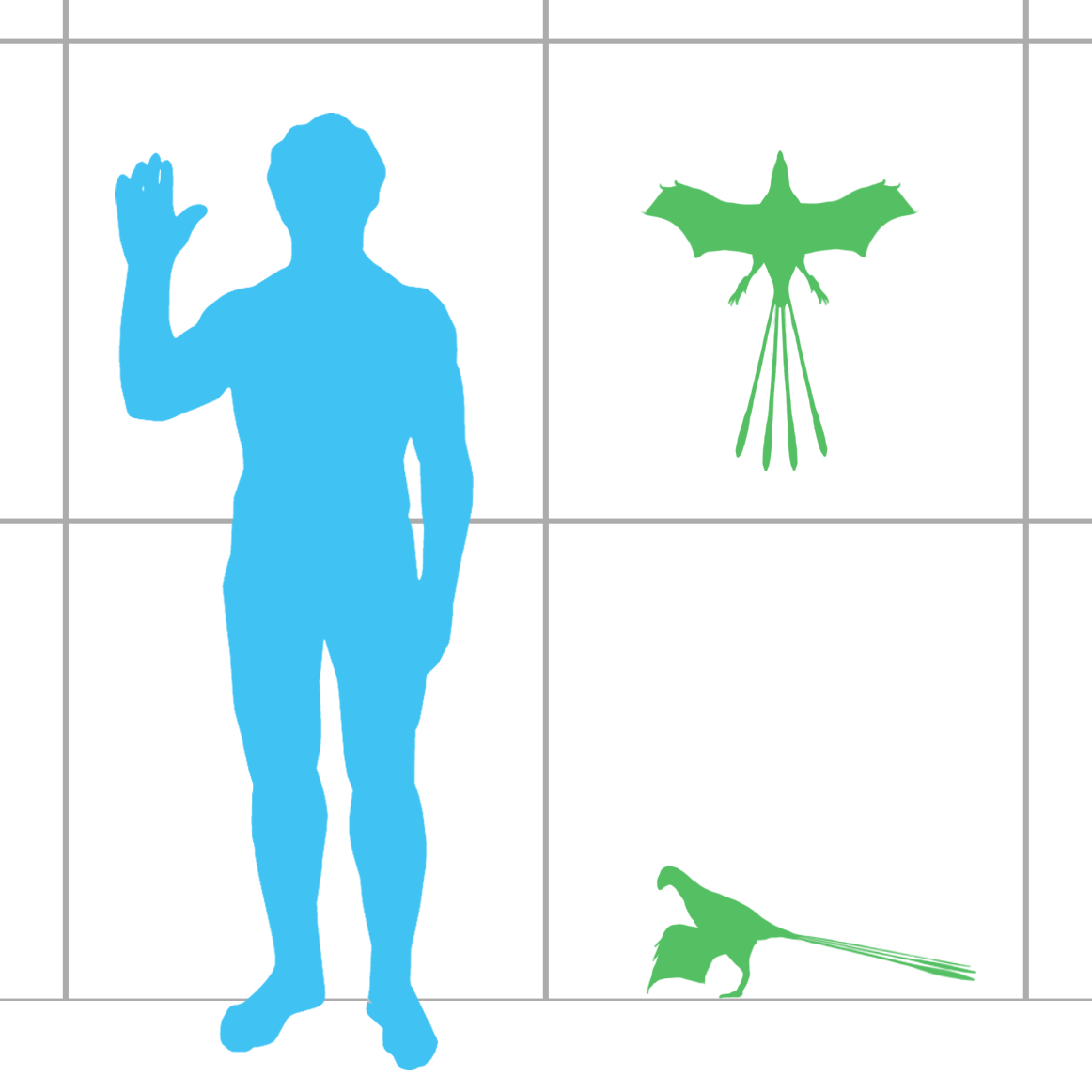
Größe der Art im Vergleich zu einem Menschen

Yi qi ist nur von einem einzelnen, nur teilweise überlieferten Skelett bekannt. Dieser Holotypus (STM 31-2) befindet sich aktuell in der Sammlung des Shandong Tianyu Museum of Nature. Das Fossil war zusammengepresst und befindet sich auf einer Steinplatte und einem Abdruck. Es ist anatomisch verbunden, dabei besteht es aus dem Schädel, dem Unterkiefer, dem Nacken und den Extremitäten, während die Wirbelsäule, das Becken und der Schwanz weitgehend fehlen. Yi qi war ein relativ kleiner Dinosaurier, der wahrscheinlich ein Gewicht von nur etwa 380 Gramm hatte.
Wie bei anderen Scansoriopterygidae war der Kopf kurz mit einer angerundeten Schnauze und einem nach unten gebogenen Unterkiefer. Die wenigen überlieferten Zähne befinden sich nur im Bereich der Schnauzenspitze, wobei die vorderen vier Zähne beider Seiten die größten Zähne sind und leicht nach vorn weisen; die unteren Frontzähne sind sogar noch deutlicher nach vorn weisend. Die langen und schlanken Vorderbeine entsprachen im Wesentlichen denen anderer Dinosaurier der Paraves. Wie bei anderen Scansoriopterygidae ist der erste Finger der kürzeste und der dritte Finger der am längsten ausgebildete. Anders als bei allen bekannten Dinosauriern befindet sich am Handgelenk ein langer spornartiger Knochen, der sowohl den dritten Finger wie auch die Ulna an Länge übertrifft und nach hinten gerichtet ist. Er ist leicht gebogen und wird zum Ende hin schmaler. Dieser Stylus stellt entweder einen neu gebildeten Knochen des Handgelenks oder eine verknöcherte Knorpelstange dar, er unterstützte als Spannelement die Gleitflughaut des Tieres.
Das Fossil von Yi qi zeigt eine deutliche Fiederung; anders als bei anderen höher entwickelten Theropoden innerhalb der Pennaraptora, die in der Regel weit entwickelte Federn aufweisen, waren die Federn allerdings sehr einfach und pinselartig ausgeprägt und bestanden aus einem stachelartigen Schaft mit dünneren Filamenten als Fahne. Die Strukturen waren entsprechend vergleichsweise hart und steif. Die Federn bedeckten den größten Teil des Körpers beginnend vom Schnauzenbereich. Die Kopf- und Nackenfedern waren lang und bildeten einen dichten Mantel, die Körperfedern waren noch länger und dichter, wodurch ihre exakte Struktur am Fossil nur schwer zu erkennen ist. Die längsten Federn mit einer Länge von etwa sechs Zentimetern befanden sich am Unterarm und dem Knochensporn und auch der Mittelfußknochen (Metatarsus) war befiedert.
Daneben waren auch kleine Teile faltiger Haut zwischen den Fingern und dem Knochensporn vorhanden, die darauf hindeuten, dass Yi qi anders als alle anderen bekannten Dinosaurier eine aus Haut gebildete Flughaut statt eines mit Federn bedeckten Armes oder Flügels hatte. Die Flugmembran spannte sich zwischen den kürzeren Fingern und dem verlängerten dritten Finger, dem zusätzlichen Knochensporn und möglicherweise auch zum Körper, obwohl dieser Teil bei dem einzigen bekannten Fossil nicht überliefert ist. Durch die Flughaut hatte das Tier aufgrund einer konvergenten Entwicklung wahrscheinlich ein Aussehen ähnlich dem einer modernen Fledermaus. Bei einer Fledermaus spannt sich die Flughaut allerdings nur zwischen den Fingern und Armen auf, ein zusätzlicher Sporn im Bereich der Hände ist nicht vorhanden. Analoge Strukturen besitzen Fledermäuse allerdings an den Beinen (Calcar) und auch verschiedene Gleitflieger wie Gleithörnchen oder der Riesengleitbeutler besitzen knorpelige oder knöcherne Sporne.
An insgesamt zwölf Stellen wurde das Fossil elektronenmikroskopisch auf das Vorhandensein von Melanosomen untersucht. An allen neun federtragenden Bereichen wurden Eumelanosomen identifiziert, die eine schwarze Farbe bedingen. In den Kopffedern wurden außerdem Phaeomelanosomen gefunden, die einen mehr gelblich-braunen Ton bewirken. Auf der Flugmembran wurden nur an einer Stelle Phaeomelanosomen identifiziert.

## Paläobiologie

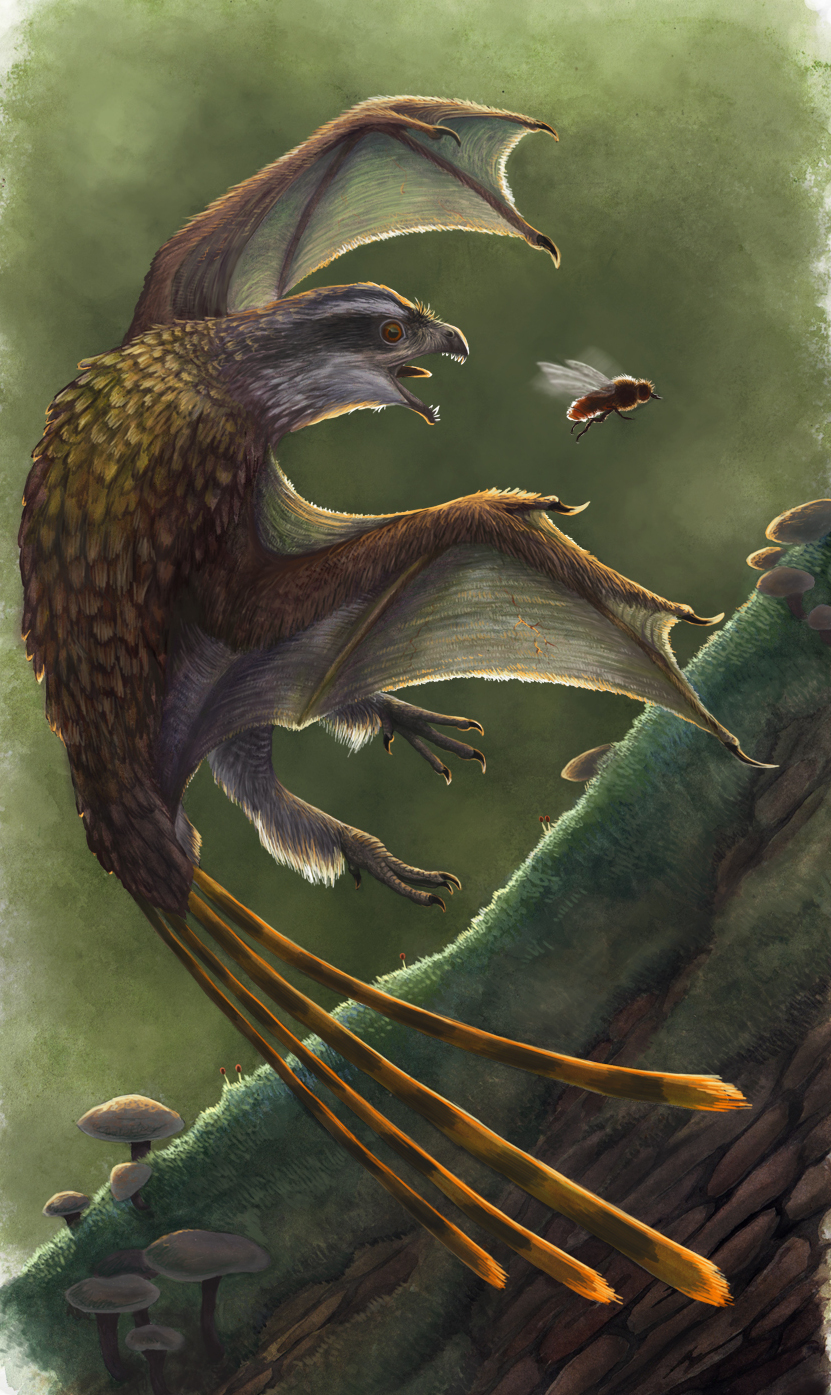
Yi qi, Zeichnerische Rekonstruktion

### Flügel- und Flugrekonstruktion
Yi qi, und vielleicht auch Vertreter anderer Arten der Scansoriopterygidae, besaß Flügel eines Typs, der bislang von keiner prähistorischen Art der Dinosaurier oder anderer vogelverwandter Arten bekannt war. Anders als bei anderen Paravia haben sie die vogelähnlichen Federn durch häutige, fledermausartige Flügel ersetzt.
Diese häutigen Flügel von Yi qi sind einzigartig innerhalb der derzeit bekannten Dinosaurier und sehr schwer interpretierbar. Dass der Arm mit dem Flügel prinzipiell als Flügel genutzt werden konnte, zeigt sich bereits allein darin, dass er noch länger ist als die bereits verlängerte Hinterextremität und die Dicke der Langknochen. Zudem ist es schwierig, eine alternative Erklärung des langen Knochensporns zu finden. Die Existenz dieses Knochensporns unterstützt die These von der Gleitmembran, da vergleichbare Elemente nur bei anderen auf den Gleitflug spezialisierte Tiere mit entsprechenden Membranen gefunden werden. Obwohl vor allem Fledermäuse einen Flatterflug zeigen, deutet auch das Fehlen einer entsprechend ausgebildeten Muskulatur im Bereich der Schulter eher auf einen Gleitflieger hin. Darüber hinaus können wahrscheinlich keine weiteren Erkenntnisse zur Art des Fluges von Yi qi geschlossen werden.
Die Autoren der Erstbeschreibung um Xu Xing schlagen drei verschiedene Modelle für die Flügelrekonstruktion von Yi qi vor. Im Fledermausmodell weist der Knochensporn des Handgelenks gerade nach unten und eine Membran spannt sich wie bei einer Fledermaus zwischen dem Sporn und dem Körper des Tieres, wobei ein sehr breiter Flügel gebildet wird. Bei einer Variante dieses Modells, dem Pterosaurier-Modell, weist der Sporn leicht gebogen nach unten und spannt einen schmaleren Flügel auf. Als zweites Hauptmodell, dem Maniraptor-Modell, weist der Sporn zum Körper und verstärkt eine schmale Membran, die vielleicht von Federn verbreitert wurde. Als letzte Option schlagen sie ein Frosch-Modell vor, bei dem der Sporn eine zwischen den Zehen und dem Sporn gespannte Membran vergrößert, ähnlich der heute lebender Flugfrösche, und eine Membran zum Körper fehlt.
Eine erste Analyse der Flugeigenschaften des Fledermausmodells und des Maniraptor-Modells wurde durchgeführt. In beiden Fällen wurde eine Spannweite von etwa 60 Zentimetern angenommen. Der schmale Flügel des Maniraptor resultierte in einer Flügelfläche von 320 cm² mit einer Flächenbelastung von 1,19 g/cm², bei dem breiteren Fledermausmodell betrug die Flügelfläche 638 cm² mit einer Flächenbelastung von 0,6 g/cm². In beiden Fällen lag die Flächenbelastung deutlich unterhalb der für den Vogelflug kritischen 2,5 g/cm². Im Fall des Maniraptor-Modells entsprach sie der Belastung einer Ente, die allerdings eine größere Spannweite und eine geringere Streckung aufweist. Das Fledermausmodell entspricht in der Belastung einem typischen Meeresvogel, der allerdings eine deutlich größere Spannweite und eine höhere Streckung aufweist.
Ein Problem der Gleitflug-Hypothese für Yi qi ist das Fehlen der Membran entlang des Körpers, die für die meisten Gleitflieger typisch ist. Der Gewichtsschwerpunkt des Tieres lag damit deutlich hinter den Gleitmembranen und damit der Hauptsteuerung, wodurch der Flug sehr instabil wird. Das Problem wurde vielleicht über einen kurzen und fleischigen Schwanz mit langen Schwanzfedern gelöst, wie er vom Epidexipteryx bekannt ist. Alternativ könnte es über Flatterbewegungen der Flügelmembran gelöst werden wie beim flugunfähigen, aber gleitenden Kakapo.

### Paläoökologie
Das einzige bislang bekannte Fossil von Yi qi wurde im Gestein der Tiaojishan-Formation gefunden, die auf die Zeit des Callovium bis Oxfordium im mittleren bis späten Jura vor 165 bis 153 Millionen Jahren datiert wird. Es handelt sich dabei um die gleiche Formation und damit etwa das gleiche Alter, in der auch andere Vertreter der Scansoriopterygidae wie Epidexipteryx und Epidendrosaurus gefunden wurden.
Das Ökosystem der Tiaojishan-Formation war dominiert von einem Wald aus Bennettitales, Ginkgo, Nadelbäumen und Farnen. Die Wälder umgaben große Seen im Schatten von aktiven Vulkanen, deren Asche für die gute Konservierung vieler der Fossilien der Fundstätten verantwortlich ist. Basierend auf der Vegetationszusammensetzung wird angenommen, dass das Klima feucht und warm tropisch bis gemäßigt war. Andere Wirbeltierfossilien, die im gleichen Gestein gefunden wurden, umfassen Salamander wie Chunerpeton tianyiensis, die Flugsaurier Changchengopterus pani, Dendrorhynchoides mutoudengensis und Qinglongopterus guoi sowie das frühe baumlebende Säugetier Arboroharamiya jenkinsi.

## Entdeckung und Systematik
Das erste und bislang einzige Fossil von Yi qi wurde von dem Landwirt Wang Jianrong auf einem Feld nahe dem Dorf Mutoudeng, Kreis Qinglong in Hebei, gefunden. Wang verkaufte das Fossil 2007 an das Shandong Tianyu Museum of Nature, wo der Techniker Ding Xiaoqing die weitere Präparation des Fossils vornahm. Da die meisten der einzigartigen Merkmale und Weichteilfossile erst im Museum freigelegt wurden, gingen die Bearbeiter davon aus, dass es sich bei dem Material nicht um eine Fälschung handelt; dies wurde später durch eine Computertomografie bestätigt. Die Arbeitsgruppe um den Paläontologen Xu Xing veröffentlichte die Ergebnisse ihrer Untersuchungen und die Erstbeschreibung in Nature im April 2015.
Die Gattung Yi und damit auch die Art Yi qi wurde in die Familie Scansoriopterygidae innerhalb der Maniraptora eingeordnet. Die genaue Verwandtschaft, insbesondere zu den anderen bekannten Gattungen der Scansoriopterygidae, Epidendrosaurus und Epidexipteryx, ist bislang nicht geklärt. Innerhalb der Maniraptora wurde die Position der Scansoriopterygidae als basalste Gruppe der Paraves gefestigt.
Die Benennung erfolgte durch die Erstbeschreiber, wobei sie den Gattungsnamen Gattung Yi anhand der chinesischen Bezeichnung chinesisch 翼, Pinyin yì für „Flügel“ und den Artnamen qi anhand von chinesisch 奇, Pinyin qí für „eigenartig“ festlegten. Da beide Namen jeweils nur aus zwei Buchstaben und damit der minimal möglichen Anzahl nach den Regeln 11.8.1 und 11.9.1 des International Code of Zoological Nomenclature entsprechen, handelt es sich bei dem Gattungsnamen um den kürzesten bislang vergebenen Namen für einen Dinosaurier und bei dem gesamten Artnamen, neben dem Namen Ia io für den Ostasiatischen Frühabendsegler, um einen der beiden kürzesten Artnamen.
Im Mai 2019 wurde die Beschreibung einer weiteren kleinen Dinosaurierart mit fledermausartigen Flügeln veröffentlicht. Ambopteryx longibrachium lebte im Oberen Jura im heutigen China, hatte haarähnliche Protofedern und erreichte wahrscheinlich nur ein Gewicht von 200 g.

## Belege
1. 1 2 3 4 5 6 7 8 9 10 11 12 13 14 15 16 17 18  X. Xu, X. Zheng, C. Sullivan, X. Wang, L. Xing, Y. Wang, X. Zhang, J. K. O’Connor, F. Zhang, Y. Pan: A bizarre Jurassic maniraptoran theropod with preserved evidence of membranous wings. In: Nature. 521. Jahrgang, 2015, S. 70–3, doi:10.1038/nature14423, PMID 25924069 (englisch).
2. ↑  John Noble Wilford:  Small Jurassic Dinosaur May Have Flown Without Feathers In: The New York Times, 29. April 2015 (englisch).
3. ↑  H. Zhang, M. Wang, X. Liu: Constraints on the upper boundary age of the Tiaojishan Formation volcanic rocks in West Liaoning-North Hebei by LA-ICP-MS dating. In: Chinese Science Bulletin. 53. Jahrgang, Nr. 22, 2008, S. 3574–3584, doi:10.1007/s11434-008-0287-4 (englisch).
4. ↑  Wang Yongdonga, Saiki Ken’ichi, Zhang Wuc & Zheng Shaolin: Biodiversity and palaeoclimate of the Middle Jurassic floras from the Tiaojishan Formation in western Liaoning, China. In: Progress in Natural Science. 16. Jahrgang, 2006, S. 222–230, doi:10.1080/10020070612330087 (englisch).
5. ↑  Min Wang, Jingmai K. O’Connor, Xing Xu & Zhonghe Zhou: A new Jurassic scansoriopterygid and the loss of membranous wings in theropod dinosaurs. Nature, Volume 569, pages 256–259 (2019),